# Ein-Mann-Orchester

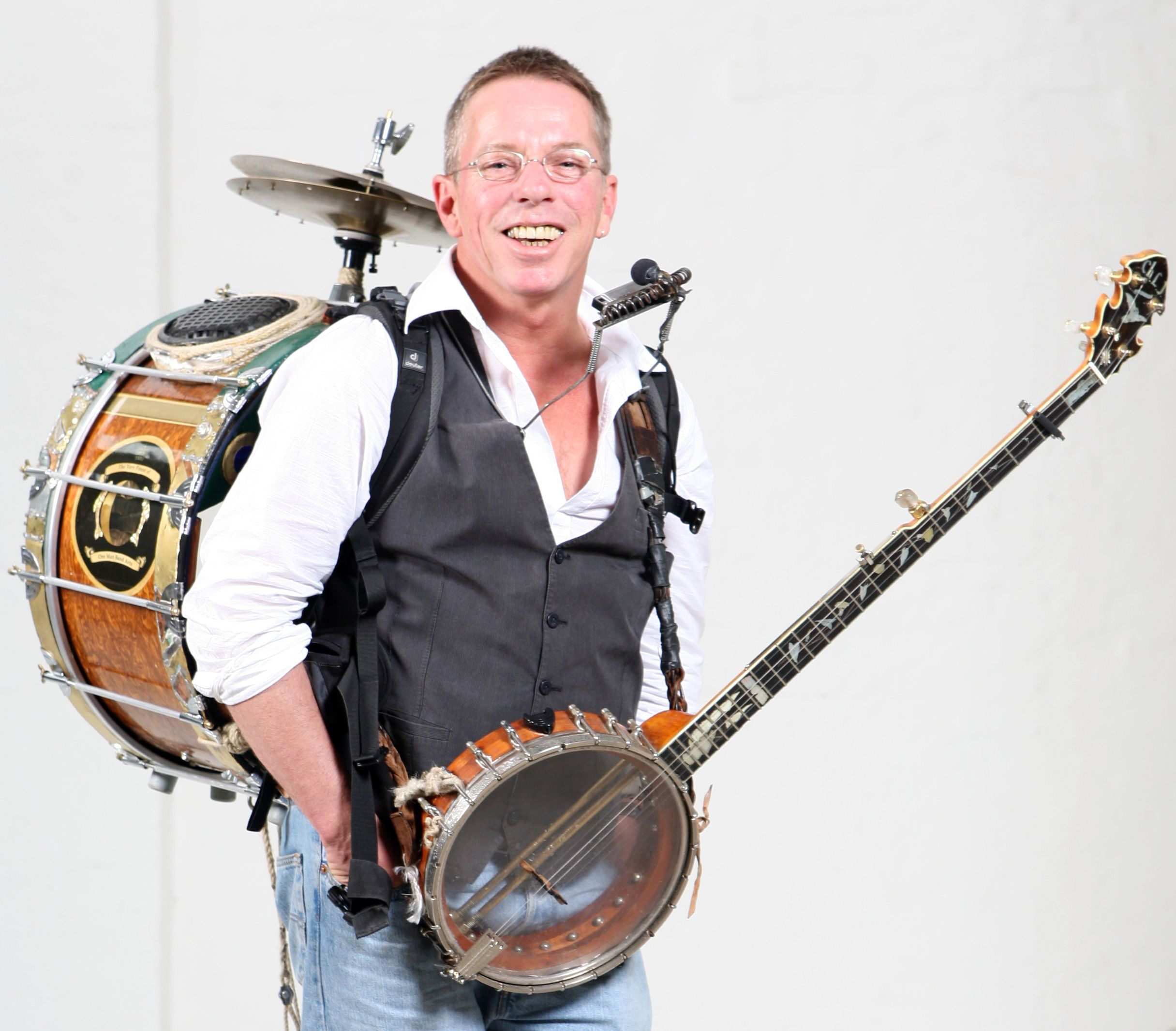
Chris Lejeune, 2007

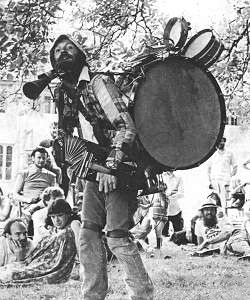
Ein-Mann-Orchester, VicEllis, Sussex

Das Ein-Mann-Orchester ist eine Zusammenstellung mehrerer Musikinstrumente, die von einem einzelnen Musiker gleichzeitig gespielt wird.
Der Musiker übernimmt dabei unterschiedliche Funktionen: Er ist Melodiespieler und Rhythmusgeber zugleich. Dies verlangt ganzen körperlichen Einsatz; Hände, Arme, Füße, Beine, Kopf und Mund sind gleichzeitig in Aktion. Oft sind die Instrumente über spezielle Konstruktionen verbunden, so dass mit einer Bewegung gleichzeitig mehrere Instrumente gespielt werden können.
Sehr oft wird hier auch der Ausdruck One-Man Band verwendet.
Dies sind zumeist Musiker, die eine Basstrommel auf dem Rücken tragen und gleichzeitig ein Saiteninstrument, Mundharmonika und weitere Instrumente spielen.
Dies verlangt ein hohes Maß an Konzentration und Muskelkraft.
Das Ein-Mann-Orchester wird der Unterhaltungsmusik zugerechnet. Man findet es gelegentlich bei Straßenmusikern, aber auch als Bühnenattraktion.
Beliebt bei Ein-Mann-Orchestern sind unter anderem folgende Instrumente:
- Gitarre
- Akkordeon
- Mundharmonika
- große Trommel
- kleine Trommel
- Schellenring
- Kazoo
- Becken
- Rasseln
- Tröten